# فرانسیس هگرتی
فرانسیس هگرتی (انگلیسی: Francis Hegerty; ۲۲ سپتامبر ۱۹۸۲ – ) قایقران روئینگ اهل استرالیا بود.
وی در مسابقات کشوری و بین‌المللی در مجموع برندهٔ ۲ مدال نقره، ۱ مدال برنز شده‌است.